# Eriocaulon congolense
Eriocaulon congolense är en gräsväxtart som beskrevs av Harold Norman Moldenke. Eriocaulon congolense ingår i släktet Eriocaulon och familjen Eriocaulaceae.
Artens utbredningsområde är Kongo-Kinshasa. Inga underarter finns listade i Catalogue of Life.